# Levi Leipheimer
Levi Leipheimer (n. 24 octombrie 1973, Montana, SUA) este un ciclist american, medaliat olimpic. A participat la 2 ediții ale Jocurilor Olimpice (2004, 2008) în care a câștigat o medalie de bronz.